# Anoploderomorpha formosana
Anoploderomorpha formosana är en skalbaggsart som först beskrevs av Masaki Matsushita 1933.  Anoploderomorpha formosana ingår i släktet Anoploderomorpha och familjen långhorningar.
Artens utbredningsområde är Taiwan. Inga underarter finns listade i Catalogue of Life.